# Zielona viridis
Zielona viridis är en insektsart som beskrevs av Irena Dworakowska 1993. Zielona viridis ingår i släktet Zielona och familjen dvärgstritar.
Artens utbredningsområde är Nepal. Inga underarter finns listade i Catalogue of Life.